# 1987 What the Fuck Is Going On?
1987 What the Fuck is Going On? (a volte riportato con la grafia 1987 (What the Fuck is Going On?) e 1987, Justified Ancients of Mu Mu (What the Fuck Is Going On?)) è l'album di debutto del gruppo musicale britannico The Justified Ancients of Mu Mu (poi rinominatosi The KLF), pubblicato nel 1987.

## Il disco
Oltre ad essere ispirato alla musica house ed al rap, l'album è famoso per il massiccio uso di campionamenti tratti da brani di altri musicisti, quali i Monkees, i Beatles, Whitney Houston, i Led Zeppelin e Samantha Fox. Secondo quanto riportano le note di copertina del disco, il duo dichiara di essere "completamente libero da restrizioni di copyright".
Dopo aver lamentato al gruppo una violazione di copyright riguardante il loro singolo Dancing Queen (1976), utilizzato nella traccia The Queen and I, gli ABBA costrinsero la formazione a incendiare le cinquecento copie non vendute dell'album dopo cinque giorni dalla loro pubblicazione. Nonostante ciò, cinque di esse sopravvissero e vennero acquistate dalla formazione grazie ad una lacuna contrattuale. Successivamente, vennero vendute all'asta per mille sterline inglesi l'una. Alcune versioni alternative dei brani di 1987 What the Fuck is Going On? vennero raccolte nel seguente The History of the JAMs a.k.a. The Timelords (1988).

## Tracce
Musiche di The Justified Ancients of Mu Mu.
1. Hey Hey We Are Not The Monkees – 7:11
2. Don't Take Five (Take What You Want) – 3:59
3. Rockman Rock Parts 2 And 3 – 6:52
4. Me Ru Con – 2:24
5. The Queen And I – 7:35
6. All You Need Is Love – 4:55
7. Next – 7:06